# الصفصاف (فلم)
الصفصاف (بالإنجليزية: Willow) فيلم فنتازيا مظلمة مغامرة درامي أمريكي عام 1988 من إخراج رون هاوارد. وأنتاج جورج لوكاس وسيناريو بوب دولمان من قصة لوكاس. من بطولة راويك ديفيز وفال كيلمر وجوان والي وجين مارش وبيلي بارتي. يلعب ديفيس دور ويلو وهو مزارع متردد يلعب دورًا حاسمًا في حماية الطفل من ملكة مستبدة تتعهد بتدميرها والسيطرة على العالم.
تصور لوكاس فكرة الفيلم في عام 1972، واقترب من هوارد ليخرجها خلال مرحلة ما بعد الإنتاج من «كوكون» في عام 1985. بوب دولمان في كتابة السيناريو الخروج بسبع مسودات قبل الانتهاء في أواخر عام 1986. ثم تم إعداده في مترو-جولدوين-ماير وبدأ التصوير الرئيسي في أبريل 1987 وانتهى في أكتوبر التالي. تمت غالبية التصوير في ويلز مع البعض في استوديوهات Elstree في هارتفوردشير بالإضافة إلى قسم صغير في نيوزيلندا. إندستريال لايت آند ماجيك خلقت تسلسل التأثيرات المرئية مما أدى إلى اختراق ثوري مع التكنولوجيا الرقمية التحوير.
صدر الفيلم في عام 1988 لمراجعات مختلطة من النقاد. بلغ إجمالي أرباحها 137.6 مليون دولار في جميع أنحاء العالم مقابل 35 مليون دولار في الميزانية. على الرغم من أنه ليس الفيلم الرائج الذي توقعه البعض، فقد حقق أرباحًا بناءً على عائدات شباك التذاكر الدولية وعائدات الفيديو والتلفزيون المنزلي القوية. بالإضافة إلى ذلك حصل على ترشيحين  جائزة الأوسكار.
مسلسل مبني على الفيلم قيد التطوير ومن المقرر طرحه في ديزني+ في عام 2022.

## قصة الفيلم
لمنع نبوءة أن الطفل الذي يحمل وحمة خاصة رون سوف يبشر بسقوطها تسجن الساحرة الشريرة بافموردا ملكة نوكمار جميع نساء دايكيني (الإنسان) الحوامل في منطقتها. يولد الطفل المتنبأ به لكن والدتها تقنع القابلة بتهريب الطفل خارج القلعة. يعدم بافموردا الأم ويرسلها الذئب - مثل كلاب الصيد نوكمار بعد القابلة. تضع القابلة الطفلة على طوف عشبي قبل أن تقتلها الكلاب وترسل بافموردا ابنتها سورشا وجيشًا بقيادة الجنرال كايل لمطاردة الطفل.
على بعد مسافة قصيرة إلى أسفل النهر تستعد قرية نيلوين ( الأشخاص الصغار) لمهرجان. تم العثور على الطفل من قبل أبناء المزارع / المخادع والساحر الطموح ويلو أوفجود وتأخذها عائلته وتحبها. في المهرجان يصل كلب نوكمار ويهاجم كل المهدات التي يجدها. بعد أن قتلها محاربو نيلوين قدمفيلم فيلم الصفصاف الطفل لقائده ارتفاع الدوين كسبب محتمل لظهور الكلب. يأمر ارتفاع الدوين الطفل بالعودة إلى عائلة دايكيني لذلك انطلق فيلم فيلم الصفصاف ومجموعة من المتطوعين للعثور على واحدة.
عند مفترق طرق وجدوا مادمارتيجان مرتزق محاصرًا في قفص الغراب الذي يعرض أخذ الطفل مقابل حريته. يعتقد غالبية نيلوين أنه يجب عليهم إعطاء الطفل له، لكن فيلم فيلم الصفصاف وصديقه ميغوش يرفضان مما تسبب في تخلي الآخرين عنهم والعودة إلى المنزل. بعد مقابلة أيرك القديم لمادمارتيجان في طريقه مع جيش لمهاجمة بافموردا يلين ويلو ويوافق على شروط مادمارتيجان.
في طريق العودة إلى المنزل يكتشف فيلم فيلم الصفصاف وميغوشأ ن بعض كعك البراونيز قد سرقت الطفل وطاردهما. تم القبض عليهم لكن الملكة الجنية تشيرليندريا تحررهم وتشرح أن الطفل هو إلورا دانان أميرة تير آسلين. أعطت ويلو عصا سحرية وأرسلته للعثور على فين رازيل ساحرة عجوز.
يرسل فيلم فيلم الصفصاف ميجوش إلى المنزل ويواصل الرحلة بصحبة اثنين من البراونيز. في الطريق واجه مادمارتيجان الذي يختبئ من زوج عشيقته لوغ. يصل جيش سورشا وكايل، لكن مادمارتيجان يكشف عن نفسه لـ لوغ الذي يبدأ مشاجرة تساعد فيلم فيلم الصفصاف ومادمارتنجان على الهروب مع الطفل.
يقود مادمارتنجان على مضض فيلم فيلم الصفصاف إلى البحيرة حيث يعيش رزيئيل. تم القبض عليهم بعد ذلك بوقت قصير جنبًا إلى جنب مع رازيل الذي تحول في وقت سابق إلى بوسوم ذو ذيل فرشاة بواسطة بافموردا. يحاول فيلم فيلم الصفصاف استعادتها لكنه يحولها إلى رخ.
جرعة البراونيز عن طريق الخطأ من مادمارتيجان مع جرعة الحب. يعلن حبًا لا يموت لسورشة لكنها متشككة. يهرب فريق فيلم فيلم الصفصاف ليجد ايرك وبقايا جيشه بعد أن هزمهم بافموردا. عندما يلاحق جيش نوكمار يأخذ مادمارتيجان سورشا كرهينة ويهربون مرة أخرى. ومع ذلك، تمكنت سرشة من الفرار.
يصل حزب فيلم فيلم الصفصاف إلى اطلاق النار أسيلين فقط ليجد أنه مسحور واجتياح ترولز. يصل جيش كايل ويحاول مادمارتيجان وويلو صدهم. سورشا التي أدركت أنها وقعت في حب مادمارتيجان، عيوب إلى جانبه. تحول فيلم فيلم الصفصاف بطريق الخطأ قزمًا إلى وحش ابورسك مع العصا وفي الفوضى التي تلت ذلك، يلتقط كايل إلورا ويأخذها إلى بافموردا. يأمر بافموردا بإعداد طقوس لإبعاد إلورا عن العالم إلى الأبد.
يصل جيش ايرك وينضم إليهم فريق فيلم فيلم الصفصاف لكن بافموردا يلقي تعويذة لتحويلهم جميعًا إلى خنازير. يستخدم فيلم فيلم الصفصاف العصا لحماية نفسه ورزيئيل قبل استعادة رزيئيل أخيرًا إلى شكلها البشري. تكسر تعويذة بافموردا على الجيش ويخدعون طريقهم إلى القلعة. يذبح كايل إيرك، لكن مادمارتيجان ينتقم منه، ويواجه ويلو وسورشا ورازيل بافموردا في غرفة الطقوس. بعد معركة شاقة يعجز بافموردا رازيل وسورشا. يستخدم فيلم فيلم الصفصاف خفة اليد لخداع بافموردا ليعتقد أنه الانتقال الآني إلورا بعيدًا. يهاجمه بافموردا لكنه ينسكب عن طريق الخطأ بعضًا من دماء الطقوس ويطرد نفسها من العالم إلى الأبد.
تم منح فيلم فيلم الصفصاف كتاب تهجئة من رزيئيل. يتبنى مادمارتيجان وسورشا إلورا ويذهبان للعيش معها في تير أسلين المستعاد بينما يعود فيلم فيلم الصفصاف إلى منزل قريته وعائلته في انتصار.

## التصوير
التصوير الرئيسي بدأ في 2 أبريل 1987، وانتهى في أكتوبر التالي. تم تصوير اللقطات الداخلية في Elstree استوديو في هارتفوردشير إنجلترا بينما موقع التصوير حدث في ويلز ونيوزيلندا. تصور لوكاس في البداية تصوير فيلم مشابه «عودة الجيداي»، مع مشاهد استوديو في Elstree ومواقع في شمال كاليفورنيا لكن الفكرة تلاشت في النهاية. ومع ذلك، تم إجراء بعض التصميمات الخارجية حول مزرعة سكاي ووكر وفي الموقع في شلالات بورني، بالقرب من جبل شاستا. رفضت الحكومة الصينية فرصة لوكاس للحصول على موقع قصير أطلق النار. ثم أرسل مجموعة من المصورين إلى جنوب الصين لتصوير مشهد معين، والذي تم استخدامه بعد ذلك لالتقاط صور خلفية شاشة زرقاء. تم اختيار حديقة تونجاريرو الوطنية في نيوزيلندا لإيواء قلعة بافموردا.

## البث
قبل بدء الفيلم كان الفيلم مصحوبًا بمقطورة THX تسمى «سيمارون» تم استدعاء المقطع الدعائي الأصلي بعد بضعة أشهر بسبب شكاوى أصحاب المسارح واشتكوا من أنها «فجرت مكبرات صوت السينما» مما أدى إلى أحداث THX نفسها تخلق مزيجًا جديدًا أكثر هدوءًا وأكثر سمفونية وأكثر شيوعًا للمقطورة المذكورة والتي قام بتأليفها وإدارتها الراحل جيمس هورنر. تم إصدار الإصدار الشائع في عام 1995 للترويج لفوائد صوت دولبي ديجيتال ويمكن أيضًا مشاهدته على دي في دي ويوتيوب.

## روابط خارجية
- مقالات تستعمل روابط فنية بلا صلة مع ويكي بيانات